# Höchst (Altenstadt)
Höchst is een plaats in de Duitse gemeente Altenstadt (Hessen), deelstaat Hessen, en telt 1389 inwoners (2005).